# Selenyj Pid
Selenyj Pid (ukrainisch Зелений Під; russisch Зелёный Под Seljony Pod; bis 2016 Tscherwonyj Perekop Червоний Перекоп) ist eine Ansiedlung im Rajon Kachowka der ukrainischen Oblast Cherson mit etwa 1100 Einwohnern (2001).
Die Ortschaft liegt auf einer Höhe von 46 m rund 28 km südöstlich vom Rajonzentrum Kachowka und 100 km östlich vom Oblastzentrum Cherson. Durch das Dorf verläuft die Regionalstraße P–47.
Die 1929 gegründete Siedlung war vom 11. September 1941 bis zum 2. November 1943 von der Wehrmacht besetzt.

## Verwaltungsgliederung
Am 2. August 2016 wurde die Ansiedlung zum Zentrum der neugegründeten Landgemeinde Selenyj Pid (ukrainisch Зеленопідська сільська громада/Selenopidska silska hromada), zu dieser zählten auch noch die 7 in der untenstehenden Tabelle aufgelistetenen Dörfer sowie die Ansiedlung Selena Rubaniwka, bis dahin bildete es zusammen mit den Dörfern Kalyniwka, Petropawliwka, Podiwka und Prostorne sowie der Ansiedlung Selena Rubaniwka die Landratsgemeinde Tscherwonyj Perekop (Червоноперекопська сільська рада/Tscherwonoperekopska silska rada) im Osten des Rajons Kachowka.
Am 12. Juni 2020 kamen noch die Dörfer Bohdaniwka, Kostohrysowe, Nataliwka und Semeniwka sowie die Ansiedlungen Fedoriwka, Slynenka und Sokyrky zum Gemeindegebiet.
Folgende Orte sind neben dem Hauptort Selenyj Pid Teil der Gemeinde:
| Name                     | Name                  | Name                                           |
| ukrainisch transkribiert | ukrainisch            | russisch                                       |
| ------------------------ | --------------------- | ---------------------------------------------- |
| Archanhelska Sloboda     | Архангельська Слобода | Архангельская Слобода (Archangelskaja Sloboda) |
| Bohdaniwka               | Богданівка            | Богдановка (Bogdanowka)                        |
| Dibrowa                  | Діброва               | Диброва                                        |
| Dmytriwka                | Дмитрівка             | Дмитровка (Dmitrowka)                          |
| Fedoriwka                | Федорівка             | Фёдоровка (Fjodorowka)                         |
| Kalyniwka                | Калинівка             | Калиновка (Kalinowka)                          |
| Kostohrysowe             | Костогризове          | Костогрызово (Kostogrysowo)                    |
| Nataliwka                | Наталівка             | Наталовка (Natalowka)                          |
| Petropawliwka            | Петропавлівка         | Петропавловка (Petropawlowka)                  |
| Podiwka                  | Подівка               | Подовка (Podowka)                              |
| Prostore                 | Просторе              | Просторое (Prostoroje)                         |
| Selena Rubaniwka         | Зелена Рубанівка      | Зелёная Рубановка (Seljonaja Rubanowka)        |
| Semeniwka                | Семенівка             | Семёновка (Semjonowka)                         |
| Slynenka                 | Слиненка              | Слиненко (Slinenko)                            |
| Sokyrky                  | Сокирки               | Сокирки (Sokirki)                              |